# Absalom Jones
Absalom Jones (Contea di Sussex, 7 novembre 1746 – Filadelfia, 13 febbraio 1818) è stato un attivista, religioso e abolizionista statunitense afroamericano, che si affermò a Filadelfia, Pennsylvania. Deluso dalla discriminazione razziale subita nella chiesa metodista locale, fondò nel 1787, insieme a Richard Allen, la Free African Society, una società di mutuo soccorso per gli afroamericani della città. La Free African Society comprendeva molte persone liberate dalla schiavitù dopo la guerra rivoluzionaria americana.
Nel 1794 Jones fondò la prima congregazione episcopale nera e nel 1802 fu il primo afroamericano a essere ordinato sacerdote nella Chiesa episcopale degli Stati Uniti d'America. È elencato nel Calendario episcopale dei santi. È ricordato liturgicamente alla data della sua morte, il 13 febbraio, nel Book of Common Prayer del 1979 come “Absalom Jones, Priest, 1818”.

## Primi anni di vita
Absalom Jones nacque in schiavitù nella Contea di Sussex, Delaware, nel 1746. A sedici anni, il suo proprietario vendette lui, sua madre e i suoi fratelli a un contadino vicino. Quell'anno il contadino tenne Absalom, ma vendette la madre e i fratelli e si trasferì a Filadelfia, in Pennsylvania, dove divenne un commerciante. Ad Absalom fu permesso di frequentare la Benezet's School, dove imparò a leggere e scrivere. Mentre era ancora schiavo di Mr. Wynkop, che era un sagrestano della Christ Church e poi della St. Peter, sposò Mary King, una donna schiava di proprietà di S. King, un vicino dei Wynkoop, il 4 gennaio 1770. Il reverendo Jacob Duché celebrò la cerimonia nuziale.
Nel 1778 Absalom aveva acquistato la libertà della moglie in modo che i loro figli fossero liberi; chiese aiuto con donazioni e prestiti: secondo la legge coloniale, i figli prendevano lo status della madre, quindi i bambini nati da donne in schiavitù erano schiavi fin dalla nascita. Anche Absalom scrisse al suo padrone per chiedere la libertà, ma inizialmente gli fu negata. Nel 1784, tuttavia, Wynkoop lo emancipò, ispirato dagli ideali rivoluzionari. Absalom assunse il cognome “Jones” come indicazione della sua identità americana.
In seguito Jones chiese la libertà per la seconda volta. Fu liberato dalla schiavitù il 1º ottobre 1784. Dopo essere stato liberato, Absalom fu ordinato sacerdote nel settembre 1802. Questo lo rese la prima persona di colore a essere ordinata in America da una religione riconosciuta.

## Chiesa metodista
Intorno al 1780 il Movimento metodista si diffuse nelle colonie come parte del Secondo grande risveglio. Il movimento si inserisce in un momento di fermento rivoluzionario, nel periodo conclusivo della guerra rivoluzionaria americana. Il movimento era particolarmente popolare a New York, Baltimora e Filadelfia. I metodisti si erano sviluppati in Gran Bretagna come evangelici all'interno della Chiesa d'Inghilterra. Nel dicembre 1784 Thomas Coke e Francis Asbury crearono la Chiesa episcopale metodista come nuova denominazione, separata dalla Chiesa d'Inghilterra.

## Carriera pastorale
La Pennsylvania abolì la schiavitù e divenne uno Stato libero nei nuovi Stati Uniti. Jones divenne ministro laico della congregazione interrazziale della St. George's Methodist Episcopal Church di Filadelfia. La chiesa metodista ammetteva persone di tutte le razze e permetteva agli afroamericani di predicare. Insieme a Richard Allen, Jones fu uno dei primi afroamericani autorizzati a predicare dalla Chiesa episcopale metodista.
Tuttavia i membri della chiesa praticavano ancora la discriminazione razziale. Nel 1792, mentre si trovavano nella chiesa episcopale metodista di St. George, ad Absalom Jones e ad altri membri afroamericani fu detto che non potevano unirsi al resto della comunità per sedersi e inginocchiarsi al primo piano e che dovevano invece essere segregati prima seduti contro il muro e poi nella galleria o balcone. Dopo la preghiera Jones e la maggior parte dei membri afroamericani della chiesa si alzarono e uscirono.
Jones e Allen fondarono la Free African Society (FAS), inizialmente concepita come società di mutuo soccorso non confessionale, per aiutare i nuovi liberati di Filadelfia. Jones e Allen si separarono in seguito, poiché le loro vite religiose presero direzioni diverse dopo il 1794. Rimasero amici e collaboratori per tutta la vita.
All'inizio del 1791 Jones iniziò a tenere funzioni religiose al FAS, che l'anno successivo divenne il nucleo della sua Chiesa africana di Filadelfia. Jones voleva creare una congregazione afroamericana indipendente dal controllo caucasico, pur rimanendo parte della Chiesa episcopale. Dopo una petizione di successo, la Chiesa episcopale africana di San Tommaso, la prima chiesa nera di Filadelfia, aprì le sue porte il 17 luglio 1794. Jones fu ordinato diacono nel 1795 e sacerdote nel 1802, diventando il primo sacerdote afroamericano della Chiesa episcopale.
Un mese dopo l'apertura della chiesa di St. Thomas, i fondatori e gli amministratori pubblicarono “Le cause e i motivi per creare la chiesa africana di St. Thomas a Filadelfia”, affermando che il loro intento era quello di “sollevarci dalla polvere e scuoterci, gettando via quella paura servile in cui l'abitudine all'oppressione e alla schiavitù ci ha educati”.
Famoso per la sua oratoria, Jones contribuì a creare la tradizione dei sermoni antischiavisti nel giorno di Capodanno. Il suo sermone per il 1° gennaio 1808, data in cui la Costituzione degli Stati Uniti impose la fine della tratta degli schiavi africani, fu intitolato “A Thanksgiving Sermon” e pubblicato sotto forma di pamphlet. Divenne famoso. Si diceva che Jones avesse capacità soprannaturali di influenzare le menti delle congregazioni riunite. Gli osservatori caucasici non riconobbero le sue capacità oratorie, forse perché ritenevano che la retorica fosse al di là delle capacità delle persone di origine africana. Si dice che numerosi altri leader afroamericani avessero capacità soprannaturali.

## Legge sugli schiavi fuggitivi del 1793
Nel 1775 lo Stato della Carolina del Nord aveva reso illegale la liberazione di persone ridotte in schiavitù, a meno che non fosse approvata da un tribunale di contea, una disposizione ampiamente ignorata dai membri della Società degli Amici (Quaccheri). Essi non solo continuarono a liberare le persone che avevano ridotto in schiavitù ma, in alcuni casi, comprarono persone schiavizzate da altri uomini per liberarle. Nel 1788 la legislatura della Carolina del Nord approvò una legge che consentiva la cattura e la vendita di qualsiasi persona precedentemente ridotta in schiavitù e liberata senza l'approvazione del tribunale, con il venti per cento del prezzo di vendita destinato come ricompensa alla persona che avesse denunciato la manomissione illegale. Molti afroamericani liberati fuggirono dallo Stato per evitare di essere catturati e venduti nuovamente come schiavi.
Dopo essere diventato il primo nero e liberato a essere ordinato sacerdote, e mentre passava la data di scadenza della Costituzione per l'abolizione della tratta degli schiavi, Jones partecipò al primo gruppo di afroamericani a presentare una petizione al Congresso degli Stati Uniti. La loro petizione riguardava il Fugitive Slave Act del 1793, che essi criticavano per aver incoraggiato la crudeltà e la brutalità, oltre a sostenere la continua pratica criminale di rapire i neri liberi e di venderli come schiavi. Jones redasse una petizione a nome di quattro ex schiavi e chiese al Congresso di adottare “qualche rimedio per un male di tale portata”.
La petizione fu presentata il 30 gennaio 1797 dalla Camera dei rappresentanti degli Stati Uniti, da John Swanwick della Pennsylvania. Jones fece ricorso alla moral suasion, cercando di convincere i bianchi che la schiavitù era immorale, offensiva per Dio e contraria all'ideale della nazione. Nonostante la Camera dei rappresentanti degli Stati Uniti, George Thatcher del Massachusetts, sostenesse che la petizione dovesse essere accettata e deferita alla Commissione per la legge sui fuggitivi, la Camera dei rappresentanti rifiutò di accettare la petizione con un voto di 50 a 33. Jones presentò una petizione simile due anni dopo, che fu anch'essa respinta.

## Chiesa Episcopale Metodista Africana
Su un percorso parallelo, Richard Allen (1760-1831) fondò la Chiesa Episcopale Metodista Africana (AME), la prima chiesa nera indipendente all'interno della tradizione metodista. Lui e i suoi seguaci trasformarono un edificio e lo inaugurarono il 29 luglio 1794 come Mother Bethel A.M.E. Church. Nel 1799 Allen fu ordinato primo ministro nero della Chiesa metodista dal vescovo Francis Asbury. Nel 1816 Allen riunì altre congregazioni nere della regione per creare una nuova denominazione completamente indipendente, la Chiesa Episcopale Metodista Africana. Nel 1816 Allen fu eletto primo vescovo della AME.

## Epidemia di febbre gialla del 1793
La febbre gialla colpì ripetutamente Filadelfia e altre città costiere negli anni 1790, fino a quando non vennero adottati e completati i miglioramenti sanitari promossi dal dottor Benjamin Rush. Nel frattempo, Allen e Jones assistettero Rush nell'aiutare le persone afflitte dalla peste, poiché inizialmente si diceva che le persone di origine africana fossero immuni. Molti caucasici, tra cui la maggior parte dei medici, tranne Rush e i suoi assistenti, alcuni dei quali morirono, fuggirono dalla città, sperando di sfuggire all'infezione. Il Corpo di Allen e Jones, composto da afroamericani di Filadelfia, aiutò a curare i malati e a seppellire i morti. Jones, in particolare, a volte lavorava anche di notte. Ma il ricorso di Rush all'emorragia e alla purga come trattamento medico si rivelò inadeguato.
Quando Mathew Carey pubblicò un pamphlet popolare che accusava gli afroamericani di trarre profitto dall'assistenza ai cittadini caucasici malati, Jones e Allen pubblicarono un pamphlet di protesta in risposta. Descrissero i sacrifici che loro e i membri della Free African Society avevano fatto per la salute della città. Il sindaco di Filadelfia Matthew Clarkson, che aveva chiesto loro aiuto, riconobbe pubblicamente che Jones e Allen avevano agito in base al loro desiderio di migliorare l'intera comunità. Le risposte di Jones alla crisi generale rafforzarono i legami tra gli afroamericani “liberi” e molti caucasici progressisti, aiutandolo in seguito a creare la Chiesa episcopale di San Tommaso. I neri che aiutarono i malati di peste furono quasi venti volte più numerosi dei bianchi, il che si rivelò cruciale per aiutare la Chiesa di San Tommaso ad ottenere l'accettazione sociale.

## Morte ed eredità

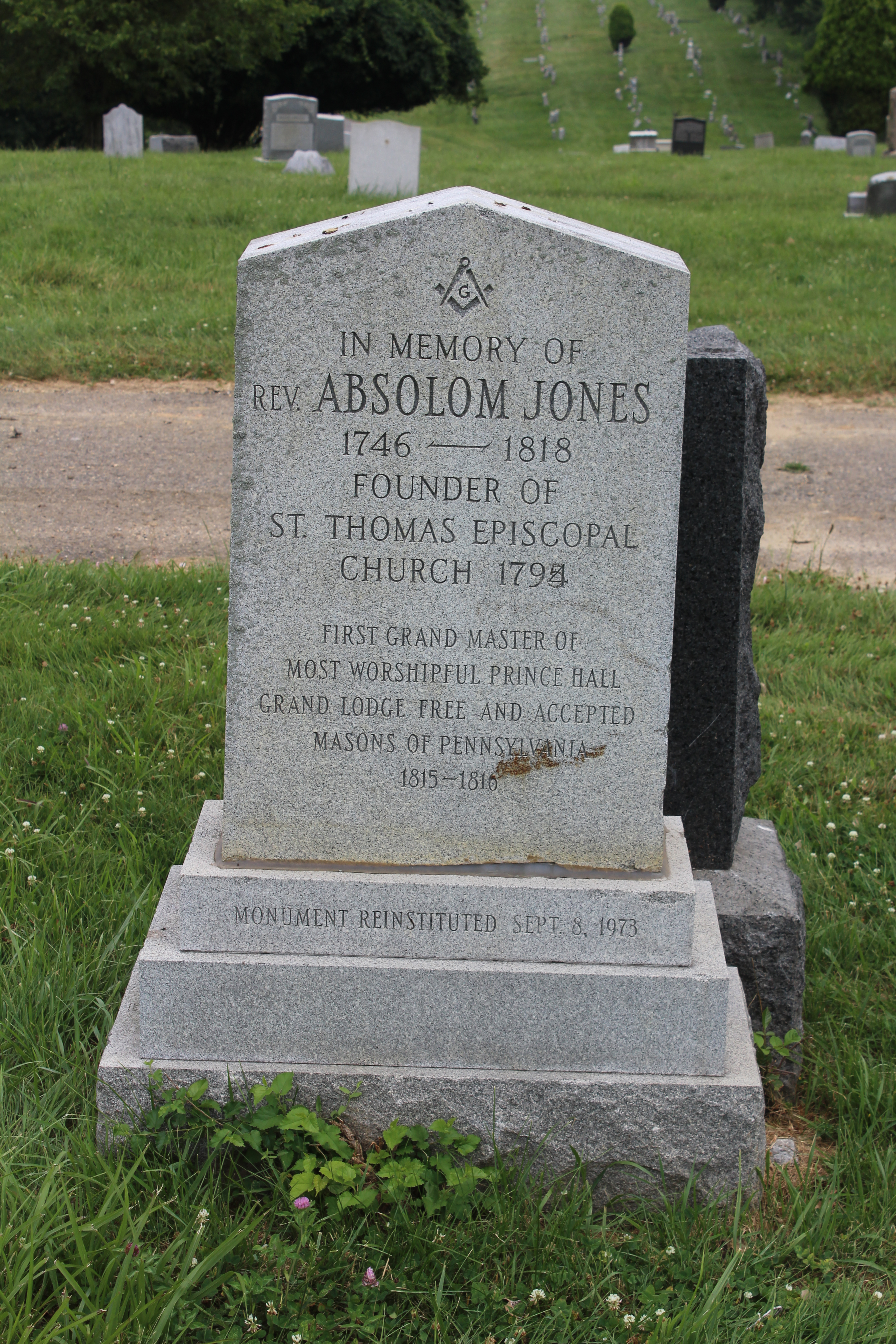
Cenotafio di Absalom Jones nel Cimitero di Eden

Jones morì il 13 febbraio 1818 a Filadelfia. Inizialmente fu sepolto nel cimitero della chiesa di San Tommaso a Filadelfia, in Pennsylvania. Il suo corpo fu trasferito al Cimitero di Lebanon e poi al Cimitero di Eden. Nel 1991, i suoi resti furono esumati, cremati e collocati in un reliquiario nell'altare Absalom Jones dell'attuale Chiesa episcopale africana di San Tommaso, ora situata al 6361 di Lancaster Avenue a Filadelfia. La cappella è dedicata a lui, così come la canonica della chiesa.
La Chiesa episcopale nazionale ricorda la sua vita e il suo servizio ogni anno con una festa minore nell'anniversario della sua morte, il 13 febbraio.
La Diocesi episcopale della Pennsylvania onora la sua memoria con una celebrazione annuale e un premio.